# Pałac Jusupowów nad Mojką
Pałac Jusupowów nad Mojką (ros. Дворец Юсуповых на Мойке) – rezydencja w Petersburgu, jedna z siedzib rodziny Jusupowów w dawnej stolicy Rosji, wzniesiona w latach 1830–1838 drogą przebudowy starszego pałacu Szuwałowów.

## Historia
W XVIII w. nad Mojką, w miejscu zajmowanym obecnie przez pałac, znajdowała się rezydencja Praskowji Iwanowny, bratanicy Piotra I. W 1726 r. przekazała ona majątek Siemionowskiemu pułkowi lejb-gwardii. Kolejnym właścicielem nieruchomości był hrabia Piotr Szuwałow, który przebudował obiekt w stylu barokowym. Syn Piotra Szuwałowa, Andriej, w latach 70. XVIII w. zbudował dla siebie nowy dom, zaprojektowany przez Jeana-Baptiste’a Vallina de la Mothe. Była to rezydencja na planie rozciągniętej cyrylicznej litery „П” (odpowiada łacińskiemu P), trójkondygnacyjna w części centralnej i dwukondygnacyjna w ryzalitach bocznych. Na teren pałacu prowadziły dwa paradne wjazdy, od strony Mojki oraz od równoległej ulicy. Całość otoczono siedmiometrową klasycystyczną kolumnadą. Jeszcze pod koniec XVIII w. właścicielką pałacu została siostrzenica faworyta Katarzyny II Grigorija Potiomkina – Aleksandra Branicka. W 1830 r. nieruchomość zakupił Nikołaj Jusupow.

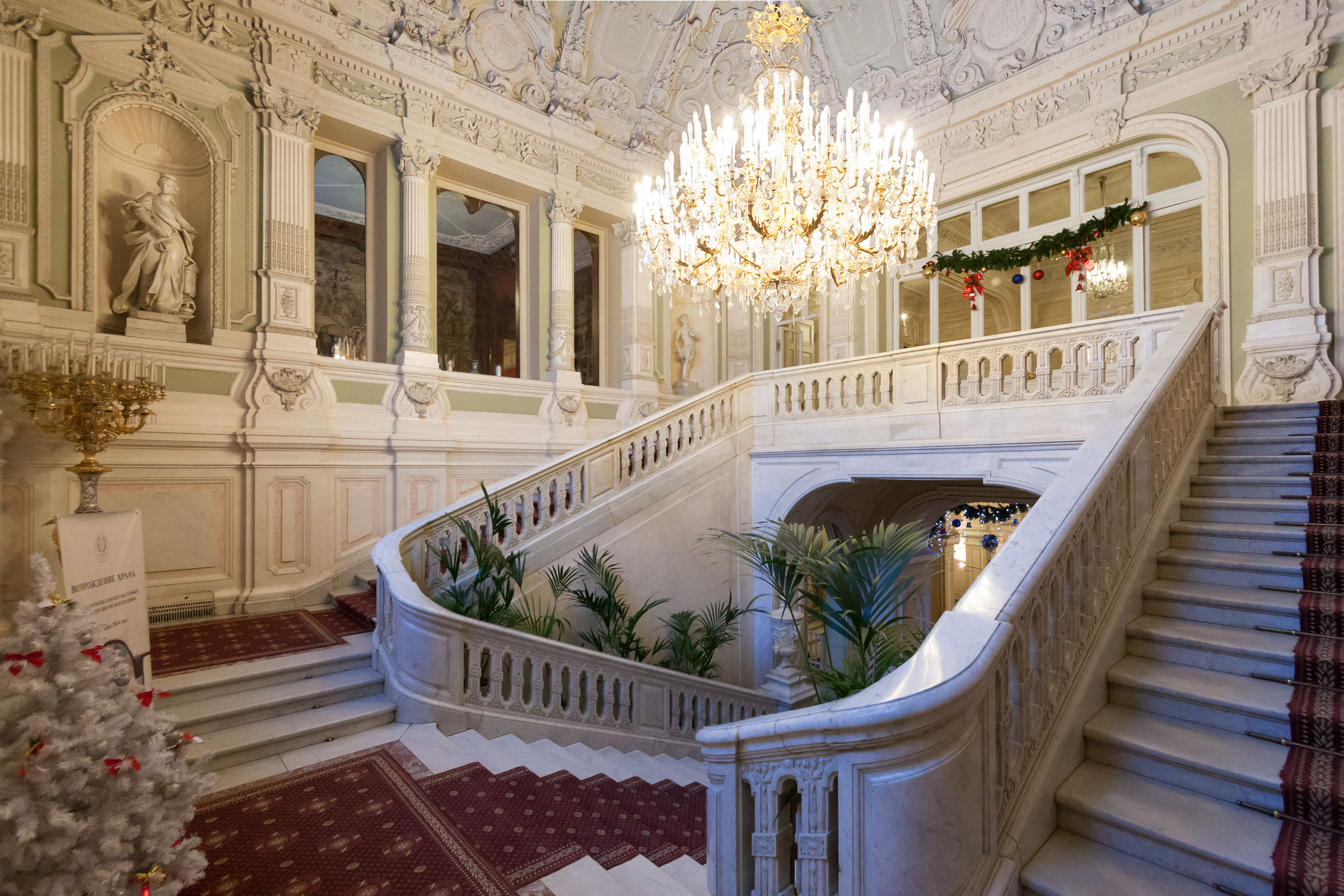
Główna klatka schodowa

W latach 1830–1838 na zamówienie Jusupowa, według projektu Andrieja Michajłowa przeprowadzono gruntowną przebudowę rezydencji. Wzniesiono dodatkowe skrzydło od strony wschodniej; znalazła się w nim wielka sala bankietowa z 24 kolumnami. Ryzality boczne nadbudowano o jedno piętro. We wnętrzach pałacu urządzono nowe sale balowe i gościnne. Wokół obiektu urządzono oranżerię, pawilon ogrodowy oraz park.
Na początku lat 90. XIX w. według projektu Aleksandra Stiepanowa do pałacu doprowadzono kanalizację, elektryczność oraz wodę bieżącą. Kolejne przekształcenia wnętrz pałacu miały miejsce w 1914 r., urządzono wtedy m.in. nowe sale gościnne i jadalne. Po wybuchu I wojny światowej książę Feliks Jusupow urządził w jednym z pałacowych skrzydeł szpital wojskowy.

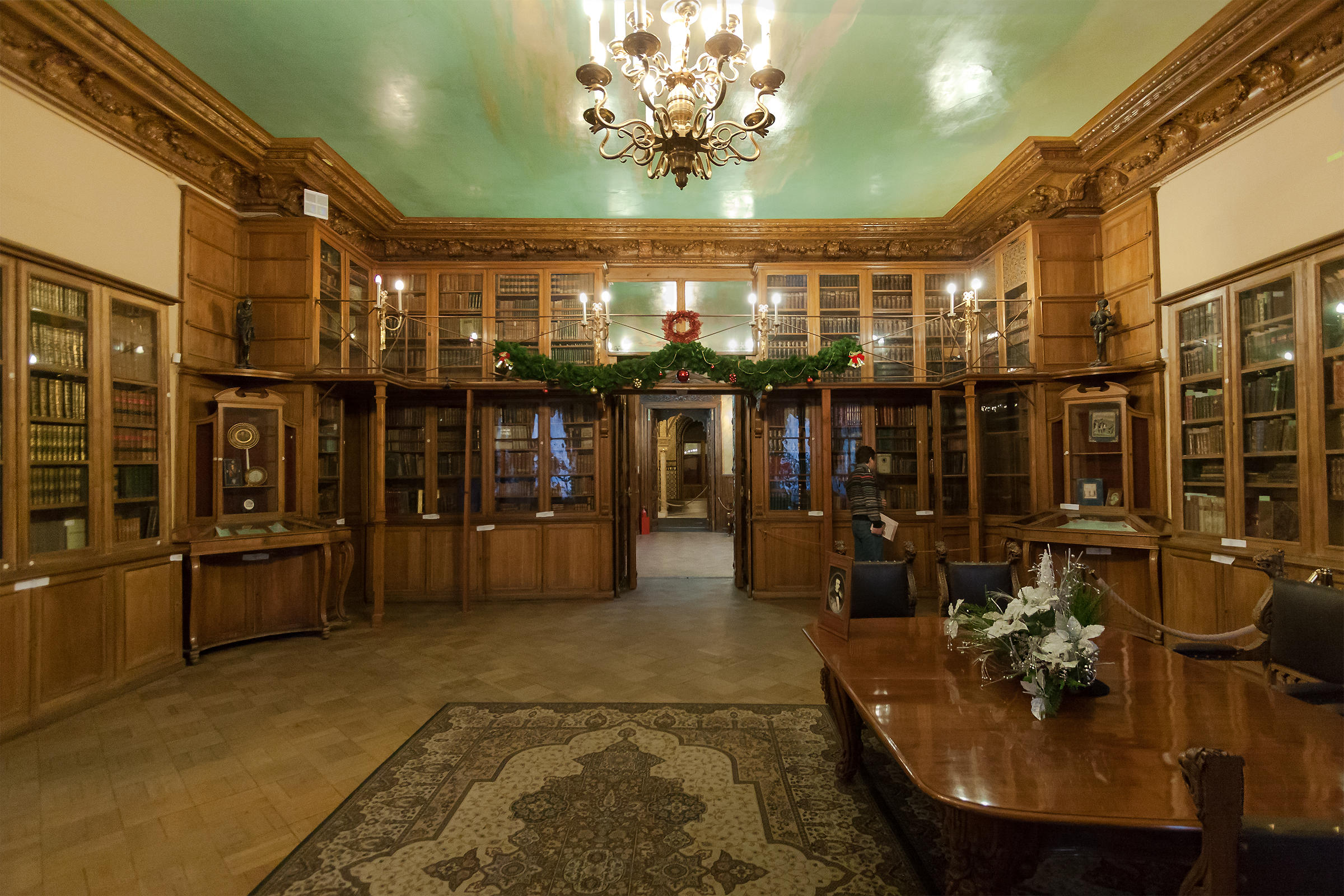
Gabinet książęcy

W nocy z 29 na 30 grudnia (16/17 według starego stylu) 1916 r. w pałacu został zamordowany Grigorij Rasputin. Zabójstwa dokonali Feliks Jusupow, wielki książę Dymitr Pawłowicz oraz deputowany do Dumy Władimir Puriszkiewicz.
Pałac został znacjonalizowany po rewolucji październikowej. W latach 1919–1925 mieściło się w nim muzeum. Następnie rozmieszczono w nim Dom Pracowników Oświaty (Dom Nauczyciela), w którym odbywały się kursy doszkalające dla nauczycieli. Wnętrza pałacu zachowano w niezmienionej postaci. W latach II wojny światowej i blokady Leningradu w obiekcie działał szpital. Budynek silnie ucierpiał wskutek ostrzałów artyleryjskich i bombardowań. Do jego remontu przystąpiono natychmiast po zakończeniu działań wojennych. W 1958 r. pałac Jusupowów zniszczył pożar, po którym kolejna renowacja obiektu trwała od 1959 do 1978 r. W 1987 r. w rezydencji umieszczono Kameralny Teatr Muzyczny. Część sal pałacowych jest również dostępna dla zwiedzających.